# آنا مونتانيانا
آنا مونتانيانا (بالإسبانية: Anna Montañana)‏ مواليد 24 أكتوبر 1980 في بلنسية، هي لاعبة كرة سلة إسبانية. بدأت مسيرتها الاحترافية في سنة 2005. مثلت منتخب بلادها. شاركت في دورة الألعاب الأولمبية الصيفية سنة 2008. حققت المركز الثالث في بطولة كأس العالم لكرة السلة للسيدات 2010.

## المسيرة الاحترافية
لعبت مع روس كاسارس فالنسيا في موسم 2005–2006، ثم لعبت مع نادي أفينيدا لكرة السلة للسيدات في موسم 2006–2007، ثم لعبت مع روس كاسارس فالنسيا من سنة 2008 إلى 2010، ثم لعبت مع مينيسوتا لينكس في سنة 2009، ثم لعبت مع نادي أفينيدا لكرة السلة للسيدات في موسم 2010–2011.

## سجل المنافسة
شاركت في المنافسات التالية:
- الألعاب الأولمبية الصيفية 2008
- كأس العالم لكرة السلة للسيدات 2010

## الميداليات
| الميدالية | المسابقة                                 |
| --------- | ---------------------------------------- |
| برونزية   | بطولة كأس العالم لكرة السلة للسيدات 2010 |

## روابط خارجية
- آنا مونتانيانا على موقع الاتحاد الدولي لكرة السلة (الإنجليزية)
- آنا مونتانيانا على موقع الاتحاد الوطني لكرة السلة النسائية (الإنجليزية)
- آنا مونتانيانا على موقع كرة السلة الأوروبية.كوم (الإنجليزية)
- آنا مونتانيانا على موقع كلية كرة السلة في سبورتس رفرنس.كوم (الإنجليزية)
- آنا مونتانيانا على موقع بروبوليرز (الإنجليزية)
- آنا مونتانيانا على موقع سبورتس رفرنس (الإنجليزية)
- آنا مونتانيانا على موقع سبورتس رفرنس (الإنجليزية)
- آنا مونتانيانا على موقع الدوري الإسباني لكرة السلة (الإسبانية)
- آنا مونتانيانا على موقع اللجنة الأولمبية الدولية (الإنجليزية)
- آنا مونتانيانا على موقع أوليمبيديا (الإنجليزية)